# Horizon (今井麻美の曲)
「Horizon」（ホライゾン）は、今井麻美の3枚目のシングル。2010年4月21日に5pb.から発売された。

## 概要
表題曲「Horizon」は、PCゲーム『白銀のカルと蒼空の女王』のオープニングテーマとして使用された。
カップリングの「regret」は、リスナーの投稿を土台として作詞・作曲を行うミュージックパズルに端を発しており、テーマも「片想い」、「両想い」、「失恋」の中からリスナーによる投票で選ばれ、票数の多かった「失恋」が選ばれた

## 収録曲
（全作曲：濱田智之）
1. Horizon [4:28]
作詞：HIROMI、編曲：悠木真一
  - PCゲーム『白銀のカルと蒼空の女王』オープニングテーマ
2. regret [5:11]
作詞：今井麻美、編曲：濱田智之
  - Webラジオ『今井麻美のSinger Song Gamer』イメージソング
3. Horizon（off vocal）
4. regret（off vocal）